# Jarchau
Jarchau ist ein Ortsteil der gleichnamigen Ortschaft der Hansestadt Stendal im Landkreis Stendal in Sachsen-Anhalt, (Deutschland).

## Geographie
Jarchau, ein Straßendorf mit Gut und Kirche, liegt 6 km nordöstlich der Kernstadt von Stendal in der Altmark. Das Gebiet der Gemarkung Jarchau wird von einigen Gräben entwässert, darunter durch den Landgraben Sanne, der westlich des Dorfes in die Uchte mündet.
Nachbarorte sind Eichstedt (Altmark) im Nordwesten, Lindtorf und Rindtorf im Nordosten, Sanne im Osten, Hassel im Südosten und das Chausseehaus Hassel im Süden.

## Geschichte

### Mittelalter bis Neuzeit
Der Ort wurde 1238 als Gartgouve iuxta Bungerden erstmals urkundlich erwähnt, als Graf Siegfried von Osterburg Dörfer und Besitz in der Altmark, mit denen er vorher vom St. Ludgerikloster Helmstedt belehnt worden war, dem Abt Gerhard von Werden und Helmstedt überschrieb. Weitere Nennungen sind 1333 villa Gargowe, 1404 to iarchow; 1687 Garchow, 1725 Gerchau und 1804 Dorf und Gut Jarchau mit Windmühle und Krug.
Das Dorf ist in jüngerer Zeit durch die Erschließung von Baugebieten zu einer Art Wohnvorort von Stendal geworden.
Im August 2015 wurde das 777ige-jährige Bestehen des Dorfes mit einem Festumzug gefeiert.

### Herkunft des Ortsnamens
Heinrich Sültmann deutete die Namen 1238 gartgouve, gargow, 1431 garchow und 1540 garchau. Sie enthalten das deutsche Wort „jary“ für „kühn“ und die slawische Endung „-chow“ für „kowe“, zu übersetzen als „Schutz“. Jarchau heißt somit „Burg eines kühnen Streiters“.

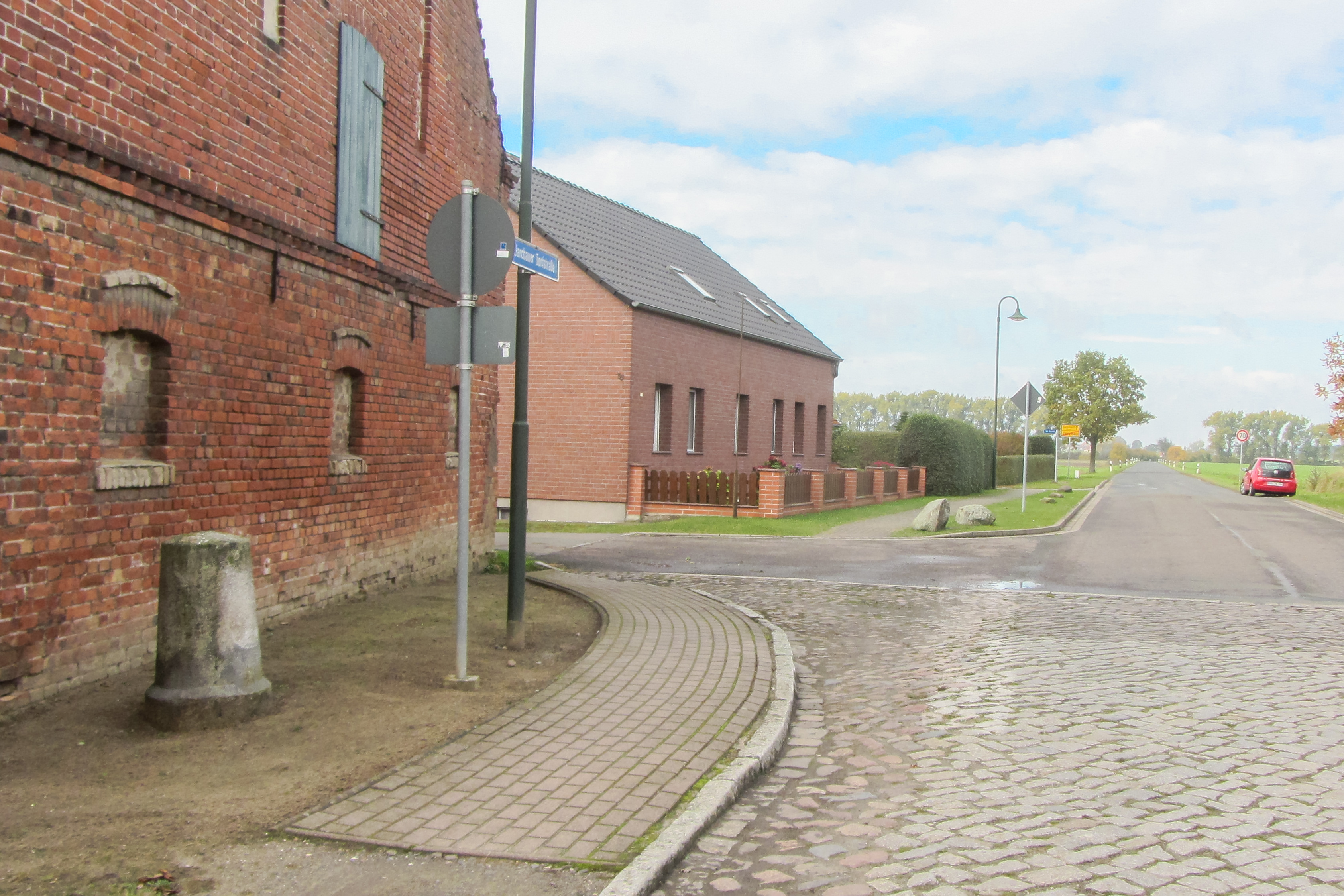
Preußischer Rundsockelstein am nördlichen Ortsausgang von Jarchau

### Vorgeschichte und Archäologie
Paul Kupka berichtete 1937 über den Fund bronzezeitlicher Gefäße nahe dem Kirchsteig in Jarchau durch den Bauer Karl Redde. Er fand bei Schachtarbeiten in einer Tiefe von „dreiviertel Metern“ vier Tongefäße aus der Bronzezeit.
Im Jahre 1847 wurden einige Hundert Kleinmünzen des 15. bis 17. Jahrhunderts gefunden, die vor 1648 vergraben worden waren.

### Eingemeindungen
Ursprünglich gehörte das Dorf Jarchau zum Arneburgischen Kreis der Mark Brandenburg in der Altmark. Zwischen 1807 und 1813 lag es im Kanton Arneburg auf dem Territorium des napoleonischen Königreichs Westphalen. Nach weiteren Änderungen gehörte die Gemeinde ab 1816 zum Kreis Stendal, dem späteren Landkreis Stendal.
Am 30. September 1928 wurde der Gutsbezirk Jarchau mit Ausnahme des Vorwerks Glänemäker mit der Landgemeinde Jarchau vereinigt. Das 1835 gegründete Schäfereivorwerk Glänemäker wurde hingegen am gleichen Tag mit der Landgemeinde Sanne vereinigt.
Am 25. Juli 1952 kam die Gemeinde Jarchau zum Kreis Stendal. Am 1. Juli 1994 wurde sie dann dem heutigen Landkreis Stendal zugeordnet.
Durch einen Gebietsänderungsvertrag beschloss der Gemeinderat der Gemeinde Jarchau am 29. März 2003 und am 29. Juni 2004, dass die Gemeinde Jarchau in die Stadt Stendal eingemeindet wird. Dieser Vertrag wurde vom Landkreis als unterer Kommunalaufsichtsbehörde genehmigt und trat am 1. Januar 2005 in Kraft.
Für die eingemeindete Gemeinde wurde die Ortschaftsverfassung nach den §§ 86 ff. der Gemeindeordnung Sachsen-Anhalt eingeführt. In der eingemeindeten Gemeinde und nunmehrigen Ortschaft Jarchau wurde ein Ortschaftsrat mit neun Mitgliedern einschließlich Ortsbürgermeister gebildet. In der Hauptsatzung wurde später die Anzahl der Ortschaftsräte für 2019 bis 2024 auf sieben reduziert.
Somit ist Jarchau seit dem 1. Januar 2005 Ortsteil und Ortschaft der Hansestadt Stendal.

### Einwohnerentwicklung
| Jahr         | 1734 | 1772 | 1789 | 1790 | 1801 | 1818 | 1840 | 1864 | 1871 | 1885 | 1892 | 1895 | 1900 | 1905 | 1910 |
| Dorf Jarchau | 107  | 88   | 129  | 152  | 159  | 134  | 194  | 257  | 219  | 159  | 256  | 152  | 237  | 143  | 225  |
| Gut Jarchau  |      |      | 012  |      |      |      |      |      | 045  | 096  |      | 083  |      | 093  |      |

| Jahr | Einwohner |
| ---- | --------- |
| 1925 | 272       |
| 1939 | 263       |
| 1946 | 398       |
| 1964 | 351       |
| 1971 | 333       |

| Jahr | Einwohner |
| ---- | --------- |
| 1981 | 303       |
| 1993 | 261       |
| 2003 | [00]598   |
| 2013 | [00]493   |
| 2014 | [00]494   |

| Jahr | Einwohner |
| ---- | --------- |
| 2018 | [00]481   |
| 2019 | [00]477   |
| 2021 | [00]450   |
| 2022 | [00]446   |
| 2023 | [0]442    |

Quelle, wenn nicht angegeben, bis 1993:

## Religion

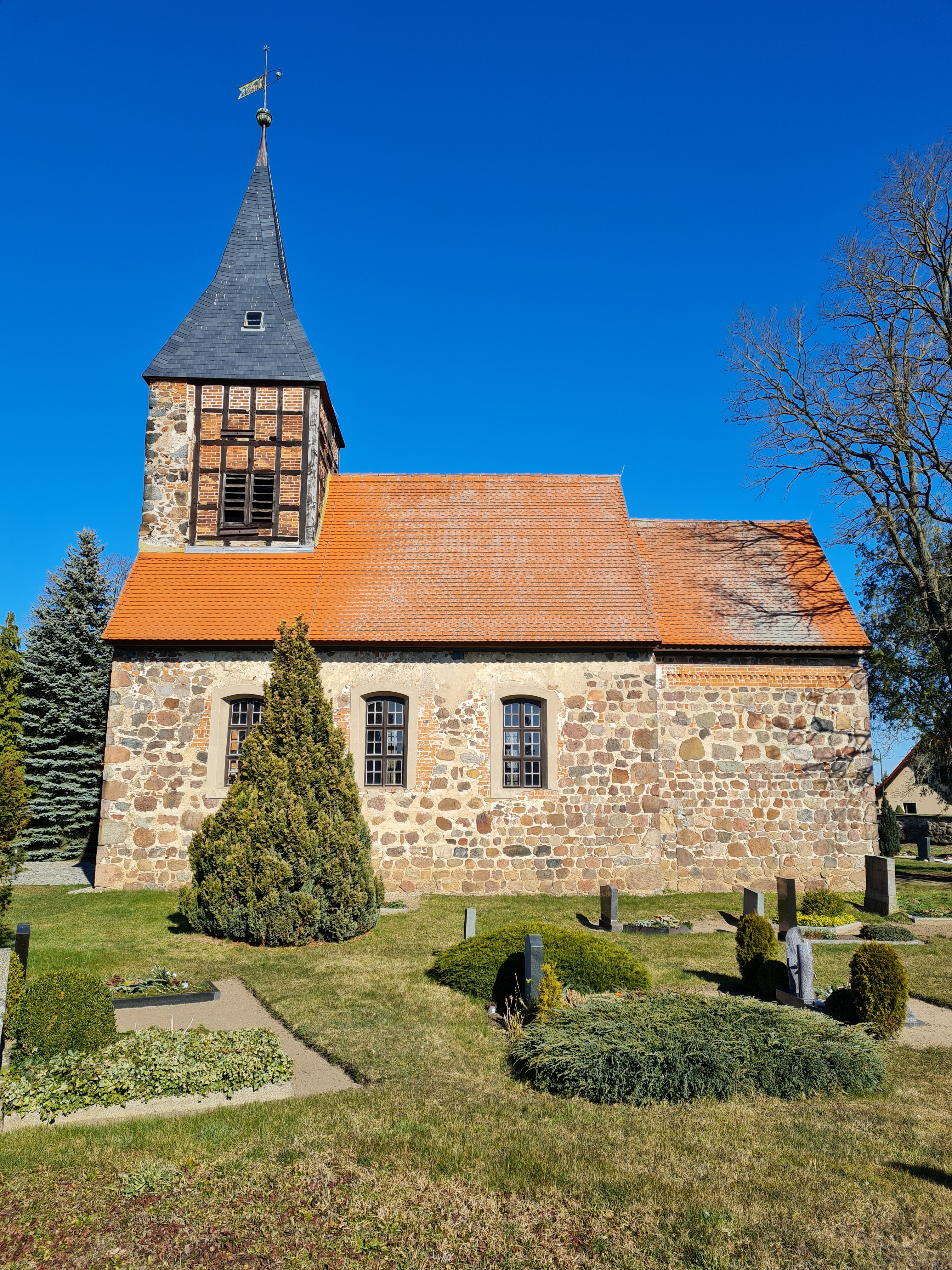
Dorfkirche Jarchau

Die evangelische Kirchengemeinde Jarchau, die früher zur Pfarrei Jarchau bei Eichstedt in der Altmark gehörte, wird betreut vom Pfarrbereich Arneburg im Kirchenkreis Stendal im Bischofssprengel Magdeburg der Evangelischen Kirche in Mitteldeutschland.
Die ältesten überlieferten Kirchenbücher für Jarchau stammen aus dem Jahre 1701.
Die katholischen Christen gehören zur Pfarrei St. Anna in Stendal im Dekanat Stendal im Bistum Magdeburg.

## Politik

### Ortsbürgermeister
Heinz-Jürgen Twartz ist Ortsbürgermeister der Ortschaft Jarchau. Letzter Bürgermeister der Gemeinde war Lutz-Rüdiger Stockmann.

### Ortschaftsrat
Bei der Ortschaftsratswahl am 9. Juni 2024 errang die Wählergemeinschaft „Unser Dorf - Jarchau“ 4 Sitze und die Wählergemeinschaft „Heimatdorf Jarchau“ 3 Sitze. 5 Ortschaftsräte und 2 Ortschaftsrätinnen wurden gewählt (7 Sitze). Von 382 Wahlberechtigten hatten 317 ihre Stimme abgegeben, die Wahlbeteiligung betrug damit 82,89 Prozent.

## Kultur und Sehenswürdigkeiten

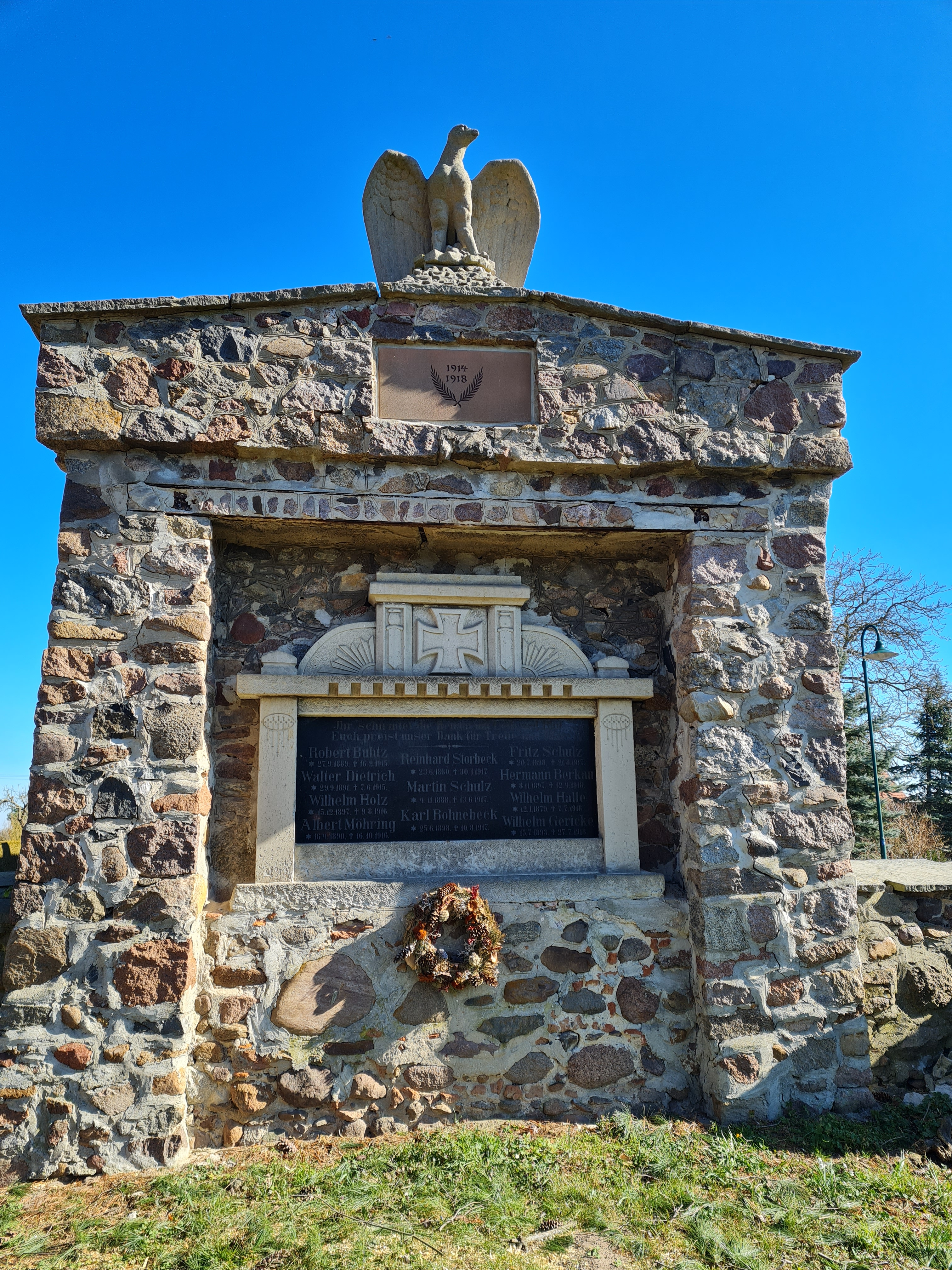
Denkmal für die Gefallenen des Ersten Weltkriegs in Jarchau

- Die evangelische Dorfkirche von Jarchau, entstanden um 1200 und vermutlich St. Andreas geweiht, ist ein kleiner romanischer Feldsteinsaal mit eingezogenem Chor.[30] Das Patronatsgestühl wurde 1973 entfernt. Ende der 1970er Jahre erfolgten mehrere Instandhaltungsarbeiten.[31]
- Der Ortsfriedhof auf dem Kirchhof ist mit einer Findlingsmauer umgeben.
- Im früheren Gutspark, dicht hinter dem früheren Hof Nr. 1 an der Südwestecke des Dorfes befindet sich eine obertägig sichtbare Struktur eines Bodendenkmals, Reste eines Burghügels, wohl einer mittelalterlichen Wasserburg. Paul Grimm beschrieb das Bodendenkmal im Jahre 1958 als „abgerundet-rechteckiger, etwa 1,5 Meter erhöhter Burghügel mit einem Durchmesser von etwa 25 x 30 Meter, der breite umlaufende Sohlgraben ist noch teilweise mit Wasser gefüllt.“[32]
- In Jarchau steht auf dem Friedhof ein Ehrenmal für die Kriegstoten des Ersten Weltkrieges, ein aufgemauerter Feldsteinrahmen, auf der Spitze ein steinerner Adler mit ausgebreiteten Schwingen.[33]
- Der „Förderverein der Freiwilligen Feuerwehr Jarchau e. V.“ unterstützt die Freiwilligen Feuerwehr vor Ort. Weitere Vereine sind der „Skatclub Jarchau 04 e. V.“ und der Sportverein „SV Jarchau 99 e. V.“[34]

## Verkehr
Es verkehren Linienbusse und Rufbusse von stendalbus.

## Sage – Vom Riesen in Jarchau
Hanns H. F. Schmidt erzählte im Jahre 1994 die Sage „Vom Riesen in Jarchau“ nach. Einem Riesen, der früher in der Nähe von Jarchau lebte, gefiel die gefährliche Nähe zur Elbe nicht. Er beschloss daher den Fluss durch einen riesigen Damm nach Osten abzuleiten. Schon beim ersten Gang riss der Sack, der Sand fiel zu Boden. Er bildet heute den Fuchsberg bei Staffelde. Verärgert kratzte der Riese allen Sand an den Wegen zwischen Stendal, Goldbeck und Arneburg zusammen, wo man die großen Gräben noch erkennt. Doch der geflickte Sack riss schon beim nächsten Gang. Auf ihm ist später Staffelde gebaut worden.

## Persönlichkeiten

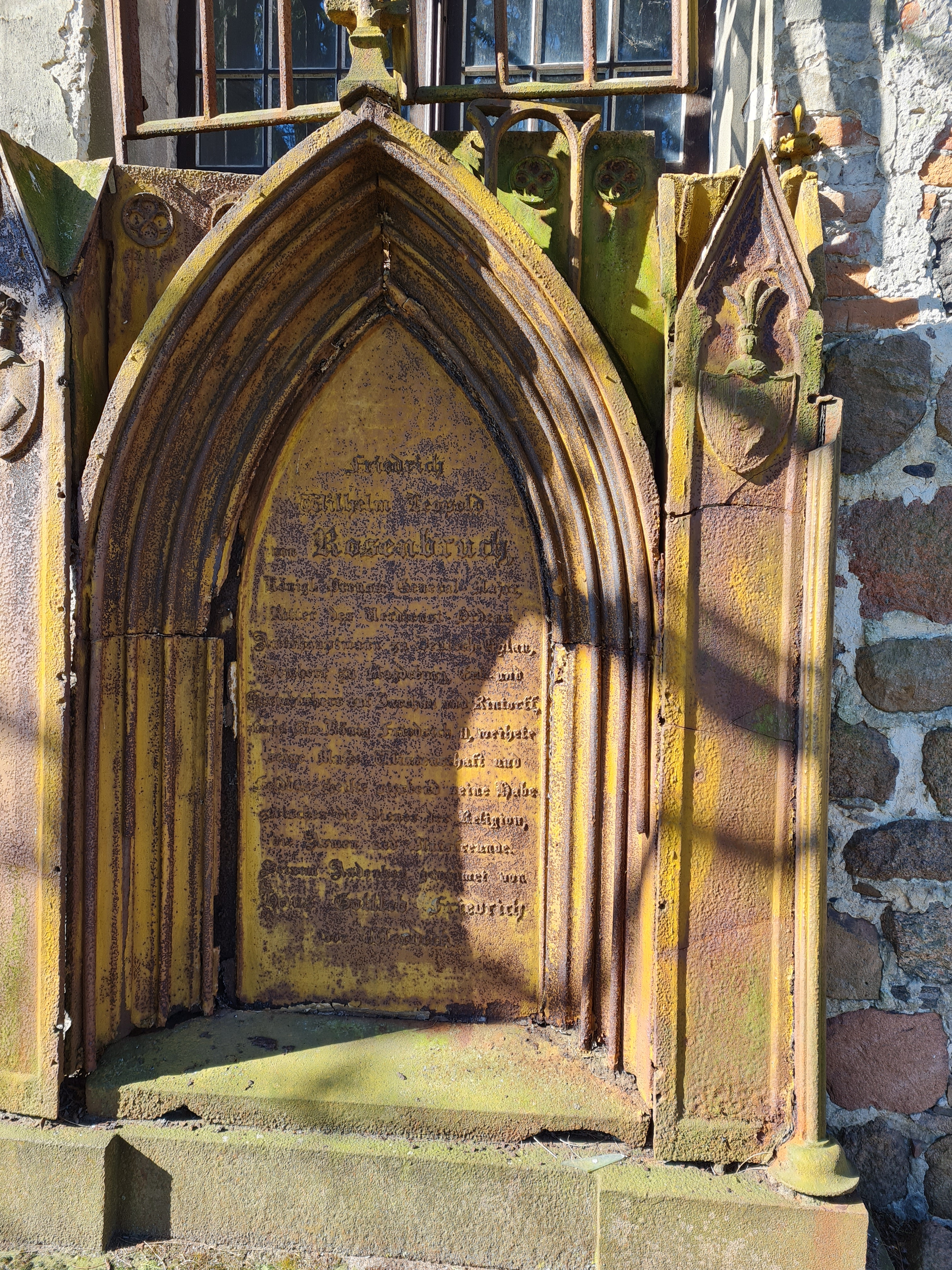
Gedenktafel an der Kirche für Friedrich Wilhelm Leopold von Rosenbruch

- Friedrich Wilhelm Leopold von Rosenbruch (1726–1795), preußischer Generalmajor, Erbherr auf Jarchau